# Stravča
Stravča je naselje smješteno na samom jugu Hrvatske u općini Konavle.

## Zemljopisni položaj
Stravča se nalazi u Konavoskim brdima, sa sjeverne strane planine Sniježnice, u neposrednoj blizini granice s Bosnom i Hercegovinom, na samom završetku lokalne ceste koja vodi od Zvekovice prema istočnom dijelu Konavoskih brda.

## Povijest
Tijekom Domovinskog rata Stravču je okupirala JNA i četničke postrojbe te je selo skoro u potpunosti bilo uništeno, popljačkano i popaljeno.

## Gospodarstvo
Gospodarstvo u Stravči je potpuno nerazvijeno, a malobrojno se stanovništvo bavi poljodjeljstvom, stočarstvom i u manjoj mjeri seoskim turizmom.

## Stanovništvo
U Stravči prema popisu stanovnika iz 2011. godine živi 60 stanovnika, uglavnom Hrvata katoličke vjeroispovjesti.
| broj stanovnika | 203   | 204   | 187   | 186   | 189   | 186   | 160   | 158   | 143   | 138   | 114   | 86    | 78    | 71    | 57    | 60    | 54    |
|                 | 1857. | 1869. | 1880. | 1890. | 1900. | 1910. | 1921. | 1931. | 1948. | 1953. | 1961. | 1971. | 1981. | 1991. | 2001. | 2011. | 2021. |

## Vanjske poveznice
Područna škola Stravča - povijest  Arhivirana inačica izvorne stranice od 13. ožujka 2008. (Wayback Machine)